# Praga hlavní nádraží
Praha hlavní nádraží (IATA: XYG)  é a maior estação ferroviária de Praga, República Tcheca . Foi inaugurada em 1871 como Estação Franz Josef, em homenagem a Franz Joseph I da Áustria . Durante a Primeira República e de 1945 a 1948 a estação foi chamada de Estação Wilson (em tcheco/checo: Wilsonovo nádraží), em homenagem ao ex-presidente dos Estados Unidos Woodrow Wilson.
A estação é o maior monumento Art Nouveau da República Tcheca. Desde 31 de dezembro de 1976, é um monumento cultural da República Tcheca e, desde 1993, faz parte da zona de monumentos urbanos de Vinohrady, Žižkov e Vršovice.
Em 2014, a estação serviu 224.505 trens (610 diariamente) e mais de 53 milhões de passageiros (71.000 diariamente)  e uma série de trens regionais, nacionais e internacionais, para os quais é frequentemente a estação inicial ou final. A estação está conectada à Linha C do Metrô de Praga e à estação ferroviária Hlavní nádraží .